# Rushsylvania
Rushsylvania – wieś w Stanach Zjednoczonych, w stanie Ohio, w hrabstwie Logan.